# Stephanie Japp
Stephanie Japp (* 23. Mai 1972 in Zürich) ist eine deutsch-schweizerische Schauspielerin.

## Leben
Die Tochter eines deutschen Vaters und einer Schweizer Mutter verbrachte die ersten Jahre ihres Lebens in Zürich. Ihr Studium absolvierte sie von 1991 bis 1995 an der Hochschule für Musik und Theater Bern, wo sie neben Schauspiel auch Gesang studierte. 1995 wurde sie Mitglied des Ensembles im Theater Dortmund und gewann dort 1998 den Theaterpreis Dortmund als beste Nachwuchsschauspielerin. Japp hat die schweizerische und die deutsche Staatsbürgerschaft.
Seit 2000 arbeitet sie in Deutschland und der Schweiz für Fernsehen und Kino und wirkte in über 60 Produktionen mit. Stephanie Japp war unter anderem in der Reihe Der Kriminalist neben Christian Berkel und Frank Giering, in Grounding – Die letzten Tage der Swissair, Mein Name ist Eugen und dem Kinofilm Hirngespinster neben Tobias Moretti und Jonas Nay zu sehen, im Tatort, dem Taunuskrimi, der Schwarzwaldklinik, Traumschiff, Hinter Gittern, Weissblaue Wintergeschichten, Soko Köln, Soko Wismar, in Nils Holgerssons wunderbare Reise, und vielen anderen mehr.
2008 gewann sie den Prix SWISSPERFORM als beste Hauptdarstellerin für Jimmie, neben Joel Basman, und 2016 den Preis der Deutschen Akademie für Fernsehen DafF für ihre Rolle der Rieke Dreher in dem Fernsehfilm Das Programm (Regie Till Endemann), mit Nina Kunzendorf und Benjamin Sadler.
2018 wurde Japp in der Schweiz mit dem Preis für die beste weibliche Hauptrolle für ihre Rolle der Carolin Pfister im Film private banking ausgezeichnet.
Von November 2020 bis Januar 2021 war sie als Hauptdarstellerin in der TVNOW-Serie Verbotene Liebe – Next Generation als Eva Verhoven zu sehen.
Stephanie Japp lebt mit ihrem Ehemann in Deutschland und hat mit ihm zwei Töchter. Sie ist die jüngere Schwester der Schauspielerin Miriam Japp.

## Filmografie

### Kino
- 1994: Punch
- 2002: Suite 705
- 2004: Mein Name ist Eugen
- 2005: Grounding – Die letzten Tage der Swissair
- 2009: Champions
- 2010: Die grünen Hügel von Wales
- 2014: Hirngespinster

### Fernsehen
- 2002: S.O.S. Barracuda (Fernsehserie, 2 Folgen)
- 2002: Bürgerbüro (Fernsehserie, 13 Folgen)
- 2002: Rosamunde Pilcher: Wenn nur noch Liebe zählt (Fernsehreihe)
- 2002: Weißblaue Wintergeschichten (Fernsehserie, Folge Das Glück vom Dach/Schneetreiben)
- 2002: Auszeit (Kurzfilm)
- 2002, 2020: Alarm für Cobra 11 – Die Autobahnpolizei (Fernsehserie, verschiedene Rollen, 2 Folgen)
- 2003: SK Kölsch (Fernsehserie, Folge Kind oder Kegel)
- 2003: Bewegte Männer (Fernsehserie, Folge Ein Mann im Schrank)
- 2003–2004: Hinter Gittern – Der Frauenknast (Fernsehserie, 38 Folgen)
- 2003: Inga Lindström: Begegnung am Meer (Fernsehreihe)
- 2004: Sabine! (Fernsehserie, Folge Unter Druck)
- 2004: Im Namen des Gesetzes (Fernsehserie, 2 Folgen)
- 2004: Oeschenen
- 2005: Die Schwarzwaldklinik – Neue Zeiten
- 2006: M.E.T.R.O. – Ein Team auf Leben und Tod (Fernsehserie, 6 Folgen)
- 2006: Der Ferienarzt ...in der Toskana (Fernsehreihe)
- 2006: Die Tote vom Deich
- 2006: Süssigkeiten
- 2006: Das Traumschiff: Botswana (Fernsehreihe)
- 2006: Unter anderen Umständen (Fernsehreihe)
- 2007–2008: Post Mortem (Fernsehserie, 2 Folgen)
- 2007: Briefe und andere Geheimnisse
- 2007: Vier Frauen und ein Todesfall (Fernsehserie, 8 Folgen)
- 2007: Unter anderen Umständen: Bis dass der Tod euch scheidet
- 2007: Deadline – Jede Sekunde zählt (Fernsehserie, Folge Schlaflos)
- 2007–2009: Der Kriminalist (Fernsehserie, 16 Folgen)
- 2008: Eine Nacht im Grandhotel
- 2008: Ein Fall für zwei (Fernsehserie, Folge Ehrensache)
- 2008: Tatort: Häschen in der Grube (Fernsehreihe)
- 2008: Jimmie
- 2011: Tatort: Wunschdenken
- 2011: Nils Holgerssons wunderbare Reise
- 2013: Liebe am Fjord – Sog der Gezeiten (Fernsehreihe)
- 2013: Rosamunde Pilcher: Zu hoch geflogen (Fernsehreihe)
- 2014: Tatort: Ohnmacht
- 2014, 2020: SOKO Köln (Fernsehserie, verschiedene Rollen, 2 Folgen)
- 2015: Der Hamster
- 2016: Das Programm
- 2017: SOKO Wismar (Fernsehserie, Folge Tödliche Erschöpfung)
- 2017: Tatort: Zwei Leben
- 2017: Private Banking (Fernsehzweiteiler)
- 2018: Im Wald – Ein Taunuskrimi (Fernsehreihe)
- 2018, 2025: Morden im Norden (Fernsehserie, verschiedene Rollen, 2 Folgen)
- 2018, 2023: Bettys Diagnose (Fernsehserie, verschiedene Rollen, 2 Folgen)
- 2019: München Mord: Die Unterirdischen (Fernsehreihe)
- 2019: Todesengel
- 2019: SOKO Stuttgart (Fernsehserie, Folge Gelobtes Land)
- 2019: Der Alte (Fernsehserie, Folge Amalia)
- 2019: Zwischen zwei Herzen
- 2020: Bad Banks (Fernsehserie, 2 Folgen)
- 2020: Rosamunde Pilcher: Falsches Leben, wahre Liebe
- 2020: WaPo Bodensee (Fernsehserie, Folge Rien ne va plus)
- 2020: Die Heiland – Wir sind Anwalt (Fernsehserie, Folge Stunde der Wahrheit)
- 2020: Ohne Grenzen (Cellule de crise, Fernsehserie, 6 Folgen)
- 2020, 2022: Notruf Hafenkante (Fernsehserie, verschiedene Rollen, 2 Folgen)
- 2020–2021: Verbotene Liebe – Next Generation (Fernsehserie, 10 Folgen)
- 2021: Helen Dorn: Wer Gewalt sät (Fernsehreihe)
- 2021: Der Usedom-Krimi: Ungebetene Gäste (Fernsehreihe)
- 2021: SOKO Leipzig (Fernsehserie, Folge Auf Sand gebaut)
- 2021: Schneller als die Angst (Fernsehserie, 6 Folgen)
- 2022: Ein starkes Team: Abgestürzt (Fernsehreihe)
- 2022: Liberame – Nach dem Sturm (Miniserie, 2 Folgen)
- 2023: Die Bergretter (Fernsehserie, Folge Giftiges Erbe)
- 2023: In aller Freundschaft – Die jungen Ärzte (Fernsehserie, Folge Ungeplant)
- 2024: School of Champions (Fernsehserie)
- 2024: Die Chefin (Fernsehserie, Folge Einer von uns)
- 2025: Die Toten vom Bodensee – Das Geisterschiff (Fernsehreihe)
- 2025: Tatort: Rapunzel (Fernsehreihe)

## Auszeichnungen
- 2008: Prix SWISSPERFORM als Beste Schauspielerin für ihre Darbietung einer Mutter eines autistischen Sohnes im Spielfilm Jimmie (Regie Tobias Ineichen)
- 2016: Auszeichnung der Deutschen Akademie für Fernsehen in der Kategorie Schauspielerin Nebenrolle für den Thriller Das Programm
- 2018: Schweizer Fernsehfilmpreis für die weibliche Hauptrolle in Private Banking